# Wyspa Diabelska
Wyspa Diabelska (fr. Île du Diable) – wyspa o powierzchni 14 ha w archipelagu Îles du Salut, należącym do Gujany Francuskiej. Wyspa jest pokryta palmami. Jej maksymalna wysokość wynosi 40 m n.p.m.

## Kolonia karna

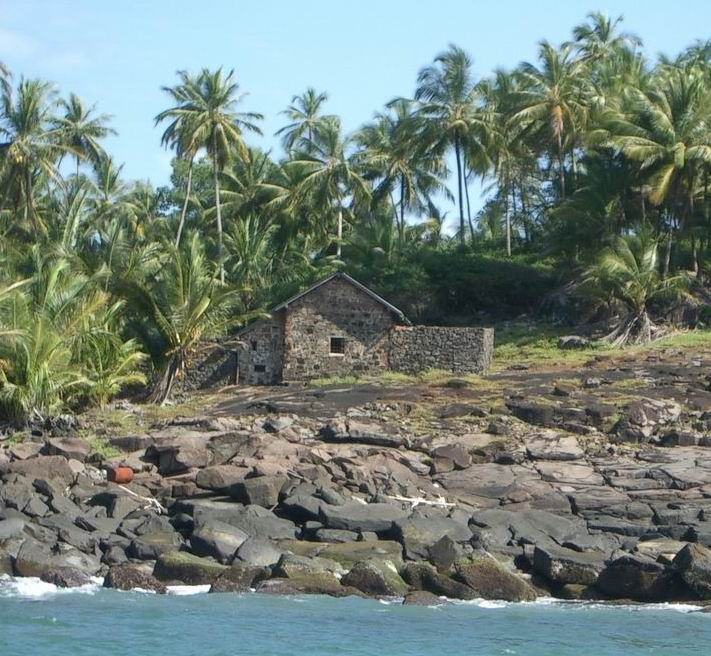
Dom Alfreda Dreyfusa

W latach 1852–1953 znajdowała się na niej kolonia karna, utworzona przez Napoleona III Bonaparte, w której umieszczano głównie więźniów politycznych i groźnych przestępców. Na wyspie byli więzieni m.in.:
- Alfred Dreyfus – kapitan armii francuskiej, niesłusznie skazany za rzekomą zdradę na rzecz Niemiec
- Henri Charrière – francuski pisarz, który na podstawie swoich przeżyć napisał książkę Papillon
- Vere St Leger Goold – irlandzki tenisista, skazany na dożywocie za popełnione zabójstwo na tle rabunkowym[1].

## Późniejsze lata
W 1938 roku rząd francuski przestał przesyłać więźniów na wyspę, a w 1952 roku więzienie zostało zamknięte, zaś większość więźniów wróciła do kontynentalnej Francji, choć część pozostała w Gujanie Francuskiej.
W 1965 roku rząd francuski przekazał zarządzanie nad wyspami nowo utworzonemu Gujańskiemu Centrum Kosmicznemu. Wyspy znajdują się pod trajektorią rakiet wystrzeliwanych na orbitę geostacjonarną w kierunku morza (wschodnim) z Centrum. W związku z tym muszą być ewakuowane podczas każdego startu. Na wyspach zainstalowana jest aparatura pomiarowa związaną z misjami kosmicznymi.
CNES we współpracy z innymi instytucjami odtworzyła zabytki na wyspie, zostały też wybudowane obiekty turystyczne. Obecnie wyspę zwiedza około 50 000 turystów rocznie.